# زیرگروه جابه‌جاگر
در ریاضیات، به‌خصوص در جبر مجرد، زیرگروه جابه‌جاگر (به انگلیسی: Commutator Subgroup) یا زیرگروه مشتق‌شده (به انگلیسی: Derived Subgroup) (یا زیرگروه مشتق) از یک گروه، زیرگروه تولیدشده توسط تمام جابه‌جاگران آن گروه است.
زیرگروه جابه‌جاگر مهم است، چرا که کوچکترین زیرگروه نرمالی است که گروه خارج‌قسمتی گروه اصلی (گروه والد) بر روی این زیر گروه، آبلی می‌باشد. به بیان دیگر، {\displaystyle G/N} آبلی است اگر و تنها اگر {\displaystyle N} شامل زیرگروه جابه‌جاگر {\displaystyle G} باشد؛ بنابراین از یک منظر، این زیرگروه، میزان دور بودن گروه از آبلی‌بودن را می‌سنجد؛ به گونه‌ای که هرچه زیرگروه جابه‌جاگر بزرگتر باشد، گرو اصلی «کمتر آبلی» است.
برای دو عضو g و h از یک گروه G، جابه‌جاگر آن دو عضو را به شکل {\displaystyle [g,h]=g^{-1}h^{-1}gh} تعریف می‌کنیم. این عضو جابه‌جاگر {\displaystyle [g,h]} برابر با عنصر همانی e گروه خواهد بود اگر و فقط اگر g و h با هم جابه‌جا شوند. به طور کلی‌تر {\displaystyle gh=hg[g,h]} اگر و فقط اگر {\displaystyle gh=hg}.
به یک عنصر گروه جابه‌جاگر می‌گوییم اگر بتوان آن را به فرم {\displaystyle [g,h]} برای دو عضو دیگر گروه همانند g و h نوشت. عضو همانی همیشه یک جابه‌جاگر از زیرا e = [e,e]، در واقع این عضو تنها جابه‌جاگر گروه است اگر و فقط اگر گروه G آبلی باشد.
در اینجا چند قاعده ساده اما کاربردی برای جابه‌جاگرها معرفی می‌کنیم؛ فرض کنید g، h و s اعضای دلخواه گروه G باشند، آنگاه داریم:
- {\displaystyle [g,h]^{-1}=[h,g]}
- {\displaystyle s[g,h]s^{-1}=[sgs^{-1},shs^{-1}]}
- اگر {\displaystyle f:G\to H} یک همریختی باشد، آنگاه {\displaystyle f([g,h])=[f(g),f(h)]}.

عبارت اول و دوم نشان می‌دهد که مجموعه جابه‌جاگرها در G تحت معکوس و تزویج بسته است. اگر در عبارت سوم H = G بگیریم، به این نتیجه می‌رسیم که مجموعه جابه‌جاگرها تحت هر خودریختی G پایا است. این در واقع تعمیم عبارت دوم است، زیرا برای بدست آوردن عبارت دوم می توانیم f را خودریختی تزویج s در G ({\displaystyle x\mapsto x^{s}}) در نظر بگیریم.
با این حال، حاصلضرب دو یا چند جابه‌جاگرها نیازی به جابه‌جاگرها بودن ندارد. یک مثال عمومی [a,b][c,d] در گروه آزاد روی a,b,c,d است. مشخص شده است که کمترین رتبه یک گروه متناهی که شامل دو جابه‌جاگر باشد که حاصلضرب آنها جابه‌جاگر نیست، ۹۶ است. در واقع دو گروه غیر یکریخت از مرتبه ۹۶ با این ویژگی وجود دارد.

## مراجع
1. ↑  (Dummit و Foote 2004)
2. ↑  (Lang 2002)
3. ↑  (Suárez-Alvarez)

- مشارکت‌کنندگان ویکی‌پدیا. «Commutator Subgroup». در دانشنامهٔ ویکی‌پدیای انگلیسی، بازبینی‌شده در ۸ ژوئن ۲۰۲۱.